# Castillo de Chipiona
El castillo de Chipiona es una antigua fortaleza situada en el municipio español de Chipiona (provincia de Cádiz, Andalucía). A lo largo del tiempo, el castillo ha sufrido diversas modificaciones que han ido alterando su aspecto original. A 3 de marzo de 2009, albergaba un Centro de Interpretación Turística dedicado a la relación histórica entre Cádiz y el Nuevo Mundo y a la celebración de eventos culturales, gestionado por el Ayuntamiento de Chipiona. Es considerado Bien de Interés Cultural desde 1985.

## Historia

### Orígenes-actualidad
El castillo de Chipiona tiene unos orígenes confusos, que según algunos investigadores se remontarían a una estructura defensiva de época musulmana, situada cerca del emplazamiento del castillo actual. Sin embargo, esta hipótesis nunca ha sido refutada o demostrada de forma fehaciente.
Después de la reconquista definitiva de Chipiona en 1264 por Alfonso X el Sabio y de su entrega a Alonso Pérez de Guzmán y la Casa de Medina Sidonia en 1297 (como parte del señorío de Sanlúcar), los señores de Sanlúcar construyeron un nuevo castillo que sirviera como primera línea de defensa frente a los ataques de los piratas de Berbería. En 1303, la fortaleza pasó a manos de la familia aristocrática Ponce de León a raíz de la boda de Isabel de Guzmán, hija de Guzmán el Bueno, con Fernando Ponce de León. Consecuencia de este matrimonio fue la separación de la villa de Chipiona del señorío de Sanlúcar, así como la adscripción de esta a los dominios de la casa de Arcos, formando el castillo de Chipiona parte del término municipal de la villa.
No obstante, hay discrepancias acerca de la edificación que mencionan las crónicas de la Casa de Medina Sidonia; algunos asocian dicho relato a la ermita fortificada que ocupaba el lugar donde actualmente se asienta el Muelle deportivo de Chipiona. Así, el edificio calificado como castillo dataría del siglo XV y por lo tanto no habría sido levantado por Guzmán el Bueno. Esta teoría se sustenta en los hallazgos de un estudio de los paramentos del castillo, llevado a cabo en 2005 por la constructora que lo restauró: los investigadores contratados por la empresa determinaron que los muros de la fortaleza fueron construidos en torno a la segunda mitad del siglo XV.
Durante la Edad Moderna, desempeñó funciones defensivas y de vigilancia contra los corsarios ingleses y holandeses que asolaban el Mediterráneo en los siglos XVI y XVII, para lo cual se instaló una batería costera en sus inmediaciones. El castillo fue reformado en varias ocasiones hasta el año 1651, última vez que se tiene constancia de la presencia de una guarnición en el mismo. Paralelamente a su papel defensivo, la fortaleza también fue utilizada como residencia del párroco local en el siglo XII y como cárcel a principios del siglo XVIII. Para 1772, según consta en las actas municipales, el castillo carecía ya de guarnición militar para contrarrestar ataques marítimos. Un siglo después se le dio uso como puesto provisional de la Guardia Civil en 1893, mientras se trasladaba el cuartelillo de Trebujena a otro edificio en el mismo municipio.
En 1887, una vecina de Chipiona adquirió el castillo con la finalidad de rehabilitarlo como hotel. Tras el cierre del hotel en 1989, la fortaleza quedó abandonada durante 11 años y se deterioró de forma progresiva. A finales de 2000, el Ayuntamiento de Chipiona expropió el edificio a sus anteriores dueños para renovarlo y convertirlo en un museo, el cual abrió sus puertas en 2009.

### Vinculación con la Familia Real española
El castillo de Chipiona sirvió como residencia durante 5 años a Carlos de Borbón y a Luisa de Orleans, miembros de la Familia Real española. Por este motivo, la fortaleza-hotel fue reformada a un coste de 1372,95 pesetas en el año 1922.